# David Iacono
David Iacono (Brooklyn, Nueva York, 20 de junio de 2002) es un actor estadounidense de ascendencia mexicana, puertorriqueña e italiana. En televisión, apareció en la serie de Amazon Prime, The Summer I Turned Pretty (2022-2023) y en la serie de Netflix, Dead Boy Detectives (2024). Entre sus películas se incluye Cinnamon (2023).

## Primeros años y educación
Iacono nació en Brooklyn, Nueva York y es de ascendencia mexicana, italiana y puertorriqueña. Estudió en el Instituto Fiorello H. LaGuardia. Fue a la escuela con su compañera Lola Tung, de The Summer I Turned Pretty. En 2020, Iacono mencionó que quería estudiar cine en la Escuela de Artes Visuales de Nueva York.

## Carrera
Iacono fue modelo infantil para revistas impresas y anuncios. A los seis años debutó en el largometraje en la película de terror criminal Choose, estrenada en 2011. Luego apareció en la comedia dramática de 2014 St. Vincent. Debutó en televisión en 2015 con apariciones en el drama de la NBC The Slap y en la miniserie de la HBO Show Me a Hero'.
Tras una serie de pequeños papeles como invitado, Iacono tuvo sus primeros papeles importantes en televisión en 2020, cuando protagonizó como invitado una entrega de la antología de Netflix Social Distance, tuvo un papel recurrente como Bo Orlov en el drama adolescente Grand Army, también en Netflix, y comenzó a interpretar a Eli Briscoe en la serie HBO Max The Flight Attendant'.  Apareció en la segunda y tercera temporadas del drama criminal City on a Hill de Showtime como Faust Aquino.
En 2022, Iacono interpretó a Cam Cameron en la serie romántica de Amazon Prime The Summer I Turned Pretty. Reinterpretó su papel en la segunda temporada al año siguiente. Protagonizó el papel de Eddie en la película de suspense Cinnamon con Hailey Kilgore, que se estrenó en el Festival de Tribeca.
Iacono también protagonizará la próxima entrega de la franquicia Jurassic Park, Jurassic World: Rebirth junto a Scarlett Johansson y Mahershala Ali.